# Rally de Zlín de 2018
El Rally de Zlín de 2018, oficialmente 48. Barum Czech Rally Zlín, fue la cuadragésimo octava edición y la sexta ronda de la temporada 2018 del Campeonato de Europa de Rally. Se celebró del 24 al 26 de agosto y contó con un itinerario de quince tramos sobre asfalto que sumaban un total de 212,73 km cronometrados.
El ganador de la prueba fue el local Jan Kopecký que se convirtió nuevamente en profeta en su tierra al ganar esta prueba por octava vez, cuarta de forma consecutiva. Fue acompañado en el podio por el líder del campeonato, Alexey Lukyanuk y por el español Dani Sordo que en su primera participación en una prueba del ERC logró subir al podio.

## Itinerario
| Día                     | Tramo | Nombre         | Distancia | Ganador de la etapa | Automóvil      | Tiempo  | Líder de la general |
| ----------------------- | ----- | -------------- | --------- | ------------------- | -------------- | ------- | ------------------- |
| Día 1 (24 de agosto)    | SS1   | SSS Zlín       | 9.51 km   | Jan Kopecký         | Škoda Fabia R5 | 7:07.2  | Jan Kopecký         |
| Día 2 (25 de agosto)    | SS2   | Březová 1      | 8.23 km   | Jan Kopecký         | Škoda Fabia R5 | 6:18.1  | Jan Kopecký         |
| Día 2 (25 de agosto)    | SS3   | Semetín 1      | 11.55 km  | Nikolay Gryazin     | Škoda Fabia R5 | 6:32.4  | Alexey Lukyanuk     |
| Día 2 (25 de agosto)    | SS4   | Rajnochovice 1 | 13.65 km  | Alexey Lukyanuk     | Ford Fiesta R5 | 6:59.3  | Alexey Lukyanuk     |
| Día 2 (25 de agosto)    | SS5   | Kudlovice 1    | 21.43 km  | Jan Kopecký         | Škoda Fabia R5 | 11:16.7 | Alexey Lukyanuk     |
| Día 2 (25 de agosto)    | SS6   | Březová 2      | 8.23 km   | Fabian Kreim        | Škoda Fabia R5 | 6:25.8  | Alexey Lukyanuk     |
| Día 2 (25 de agosto)    | SS7   | Semetín 2      | 11.55 km  | Alexey Lukyanuk     | Ford Fiesta R5 | 6:44.7  | Alexey Lukyanuk     |
| Día 2 (25 de agosto)    | SS8   | Rajnochovice 2 | 13.65 km  | Jan Kopecký         | Škoda Fabia R5 | 7:03.4  | Alexey Lukyanuk     |
| Día 2 (25 de agosto)    | SS9   | Kudlovice 2    | 21.43 km  | Jan Kopecký         | Škoda Fabia R5 | 11:18.3 | Alexey Lukyanuk     |
| Día 3 (26 de agosto)    | SS10  | Halenkovice 1  | 13.72 km  | Miroslav Jakeš      | Škoda Fabia R5 | 8:06.3  | Alexey Lukyanuk     |
| Día 3 (26 de agosto)    | SS11  | Maják 1        | 8.15 km   | Filip Mareš         | Škoda Fabia R5 | 5:47.3  | Alexey Lukyanuk     |
| Día 3 (26 de agosto)    | SS12  | Kašava 1       | 24.88 km  | Jan Kopecký         | Škoda Fabia R5 | 14:40.2 | Alexey Lukyanuk     |
| Día 3 (26 de agosto)    | SS13  | Halenkovice 2  | 13.72 km  | Jan Kopecký         | Škoda Fabia R5 | 8:08.6  | Jan Kopecký         |
| Día 3 (26 de agosto)    | SS14  | Maják 2        | 8.15 km   | Jan Kopecký         | Škoda Fabia R5 | 5:48.3  | Jan Kopecký         |
| Día 3 (26 de agosto)    | SS15  | Kašava 2       | 24.88 km  | Miroslav Jakeš      | Škoda Fabia R5 | 14:33.8 | Jan Kopecký         |
| Fuente:ewrc-results.com |       |                |           |                     |                |         |                     |

## Clasificación final
| Pos.                     | Piloto          | Copiloto          | Automóvil       | Equipo                         | Tiempo    | Puntos  |
| ------------------------ | --------------- | ----------------- | --------------- | ------------------------------ | --------- | ------- |
| 1                        | Jan Kopecký     | Pavel Dresler     | Škoda Fabia R5  | Škoda Motorsport               | 2:07:47.2 | 25      |
| 2                        | Alexey Lukyanuk | Alexey Arnautov   | Ford Fiesta R5  | Russian Performance Motorsport | +7.5      | 18      |
| 3                        | Dani Sordo      | Carlos del Barrio | Hyundai i20 R5  | Hyundai Motorsport             | +53.6     | [ n 1 ] |
| 4                        | Miroslav Jakeš  | Petr Machů        | Škoda Fabia R5  | Miroslav Jakeš                 | +53.9     | 15      |
| 5                        | Nikolay Gryazin | Yaroslav Fedorov  | Škoda Fabia R5  | Sports Racing Technologies     | +1:13.2   | 12      |
| 6                        | Fabian Kreim    | Frank Christian   | Škoda Fabia R5  | Škoda Auto Deutschland         | +1:58.2   | 10      |
| 7                        | Jaromír Tarabus | Daniel Trunkát    | Škoda Fabia R5  | Rufa Sport                     | +2:14.0   | 8       |
| 8                        | Chris Ingram    | Ross Whittock     | Škoda Fabia R5  | Toksport WRT                   | +2:27.8   | 6       |
| 9                        | Bruno Magalhães | Hugo Magalhães    | Škoda Fabia R5  | Bruno Magalhães                | +5:25.8   | 4       |
| 10                       | Laurent Pellier | Geoffrey Combe    | Peugeot 208 T16 | Peugeot Rally Academy          | +7:03.1   | 2       |
| 11                       | Orhan Avcioglu  | Burcin Korkmaz    | Škoda Fabia R5  | Toksport WRT                   | +7:20.2   | 1       |
| Fuente: ewrc-results.com |                 |                   |                 |                                |           |         |